# 大泉中央公園
大泉中央公園（おおいずみちゅうおうこうえん）は、東京都練馬区大泉学園町九丁目にある東京都立の公園である。運営者は東京都公園協会である。

## 歴史
かつては当地一帯は東京ゴルフ倶楽部のゴルフ場であったところで、昭和7年（1932年）に完成した。その後、ゴルフ場は立ち退き、陸軍の士官学校になり(パン工場もあった）、戦後は米軍に接収されて朝霞キャンプの一部になる。その後1973年から順次日本に返還され、大泉中央公園として公園として整備されて開園したのは1990年6月1日であった。

## 概要
元々ゴルフ場として使われていたこともあって、全体的にやや起伏があり、そこに芝生の広場、運動広場、噴水などが作られ周辺住民の憩いの場となっている。なお、当公園の北側は東京都と埼玉県との境になっており、北側には埼玉県営和光樹林公園となっており、こちらは樹木を主体とした緑豊かな公園となっている。

## 主な施設
- 水の広場
- 陽だまりの広場
- 四季の広場
- 噴水
- 陸上競技場（400m全天候トラック。利用は団体貸切の場合、有料。個人は無料。）
- 野球場（ナイター設備あり。利用は有料。）

なお隣接して練馬区立大泉さくら運動公園があり、こちらではサッカー、ラグビーなどが利用できるグラウンドがある。（利用は要申し込みの上、有料。こちらは東京都ではなく練馬区の管轄である）

## アクセスなど
- 西武池袋線・大泉学園駅または東武東上線・成増駅よりバス（西武バス 泉33系統）「大泉中央公園」下車すぐ。他付近の「長久保」停留所も利用可能。（この停留所は大泉学園駅のほか、阿佐ケ谷駅、上石神井駅、和光市駅などからのバスの便がある）
- 開園時間:常時開園
- 駐車場:あり（有料）
- 料金:入園は無料。陸上競技場（団体利用）・野球場の利用に関しては、予約が必要な上有料。陸上競技場の個人利用に関しては、団体貸切のない日･一般公開日については無料。詳細は公園事務所に問い合わせのこと。

## 周辺
- 埼玉県営和光樹林公園